# Wapen van Willebroek

Het huidige wapen van Willebroek.

Het Wapen van Willebroek is het heraldisch wapen van de Antwerpse gemeente Willebroek. Het werd voor het eerst op 30 juni 1853 bij Koninklijk Besluit aan de gemeente toegekend en op 4 januari 1995 bij Ministerieel Besluit herbevestigd.

## Geschiedenis
Toen in 1853 de gemeente Willebroek een aanvraag deed tot het verkrijgen van een gemeentewapen, koos men ervoor het familiewapen van Helman, de laatste heren van Willebroek, over te nemen in plaats van het wapen van Grimbergen, dat van de 15e tot de 17e eeuw als wapen op het zegel van Willebroek had gediend.

## Blazoen
De blazoenering van het eerste wapen luidt als volgt:
d'argent, à la bande de sable, chargée de trois têtes de lion arrachdées d'or et lampassées de gueules.— Koninklijk Besluit van 30 juni 1853.
Het huidige wapen heeft de volgende blazoenering:
In zilver een schuinbalk van sabel, beladen met drie afgerukte leeuwekoppen van goud, getongd van keel, geplaatst in de richting van de schuinbalk.— Ministerieel Besluit van 4 januari 1995.